# 霍爾岩
61°53′S 57°44′W / 61.883°S 57.733°W

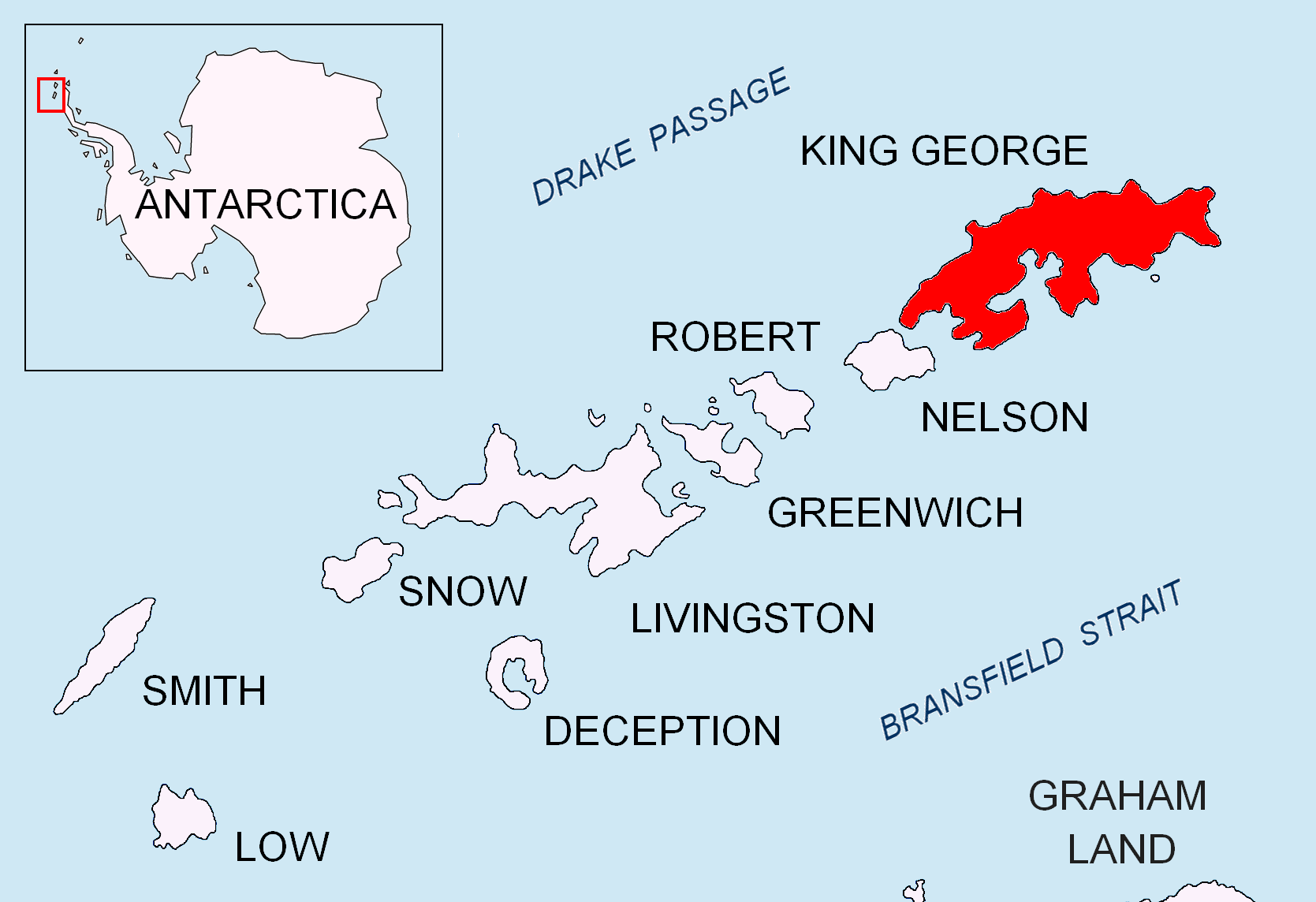

霍爾岩（英語：Hole Rock），是南極洲的岩石，位於南設得蘭群島的喬治王島東北端，處於諾斯角以北，在1937年由英國研究隊繪入地圖，現時由南極條約體系管理。